# Липпер, Люсьен
Люсье́н Липпе́р (валлон. Lucien Lippert; 25 августа 1913, Арель — 13 февраля 1944, село Новая Буда под Черкассами, Украина) — оберштурмбаннфюрер СС (1944, посмертно).
Профессиональный офицер бельгийской армии, в которой служил в чине лейтенанта. В июле 1941 года зачислен в легион «Валлония», но только 8 августа 1941 уехал в Мезеритц в свои казармы. Был адъютантом легиона в чине обер-лейтенанта. С 6 апреля 1942 года — командир легиона. В январе 1943 года, когда лидер валлонской нацистской партии «Рекс», главный инициатор создания легиона Леон Дегрель заявил о переходе легионеров в СС, Липпер был противником этого решения и даже намеревался вернуться на родину, заняв там должность начальника Добровольной рабочей службы в Валлонии. Однако один из видных деятелей партии «Рекс» Виктор Матти убедил популярного среди членов легиона Липпера остаться командиром и перейти в СС.
С 1 июня 1943 по 13 февраля 1944 года — командир 5-й добровольческой штурмовой бригады СС «Валлония» в чине штурмбаннфюрера СС. Был её первым командиром; уже после его гибели бригада была переформирована в 28-ю дивизию СС «Валлония».
В феврале 1944 года во главе бригады участвовал в боях в окружении под Черкассами. В период подготовки к прорыву из окружения принял участие в штурме села Новая Буда, в ходе которого был убит. Подчинённые Липпера во время прорыва в ночь с 16 на 17 февраля вынесли из окружения его тело, завёрнутое в плащ-палатку.
Посмертно получил Германский крест в золоте и чин оберштурмбаннфюрера СС. Русский эмигрант первой волны Н. И. Сахновский, служивший в бригаде «Валлония», характеризовал его как «прекраснейшего и честнейшего кадрового офицера бельгийской королевской армии».

## Награды
- Знак за ранение.
- Восточная медаль.
- Железный крест 2-го класса (14 марта 1942).
- Железный крест 1-го класса (25 августа 1942).
- Пехотно-штурмовый знак (25 августа 1942).
- Германский крест в золоте (посмертно; 20 февраля 1944).